# Szulborze Wielkie (przystanek kolejowy)
Szulborze Wielkie (zwany także Szulborze-Koty) – przystanek kolejowy we wsi Szulborze Wielkie, w gminie Szulborze Wielkie, w powiecie ostrowskim, w województwie mazowieckim, w Polsce. Składa się z 2 wysokich naprzemianległych peronów bocznych o długości 200 m skupionych wokół przejazdu kolejowo-drogowego w ciągu ulicy kard. Stefana Wyszyńskiego (drogi powiatowej nr 2618W). Jest to ostatni punkt eksploatacyjny na linii kolejowej nr 6 leżący na terenie województwa mazowieckiego, a także ostatni zmodernizowany podczas II etapu modernizacji projektu Rail Baltica, tj. odcinka Sadowne – Czyżew.
Poprzednia nazwa przystanku nawiązywała do sąsiedniej wsi Szulborze-Koty, która do 1954 była siedzibą gminy. 9 grudnia 2018, wraz z wejściem w życie nowego rozkładu jazdy pociągów 2018/2019, przystanek zmienił nazwę.

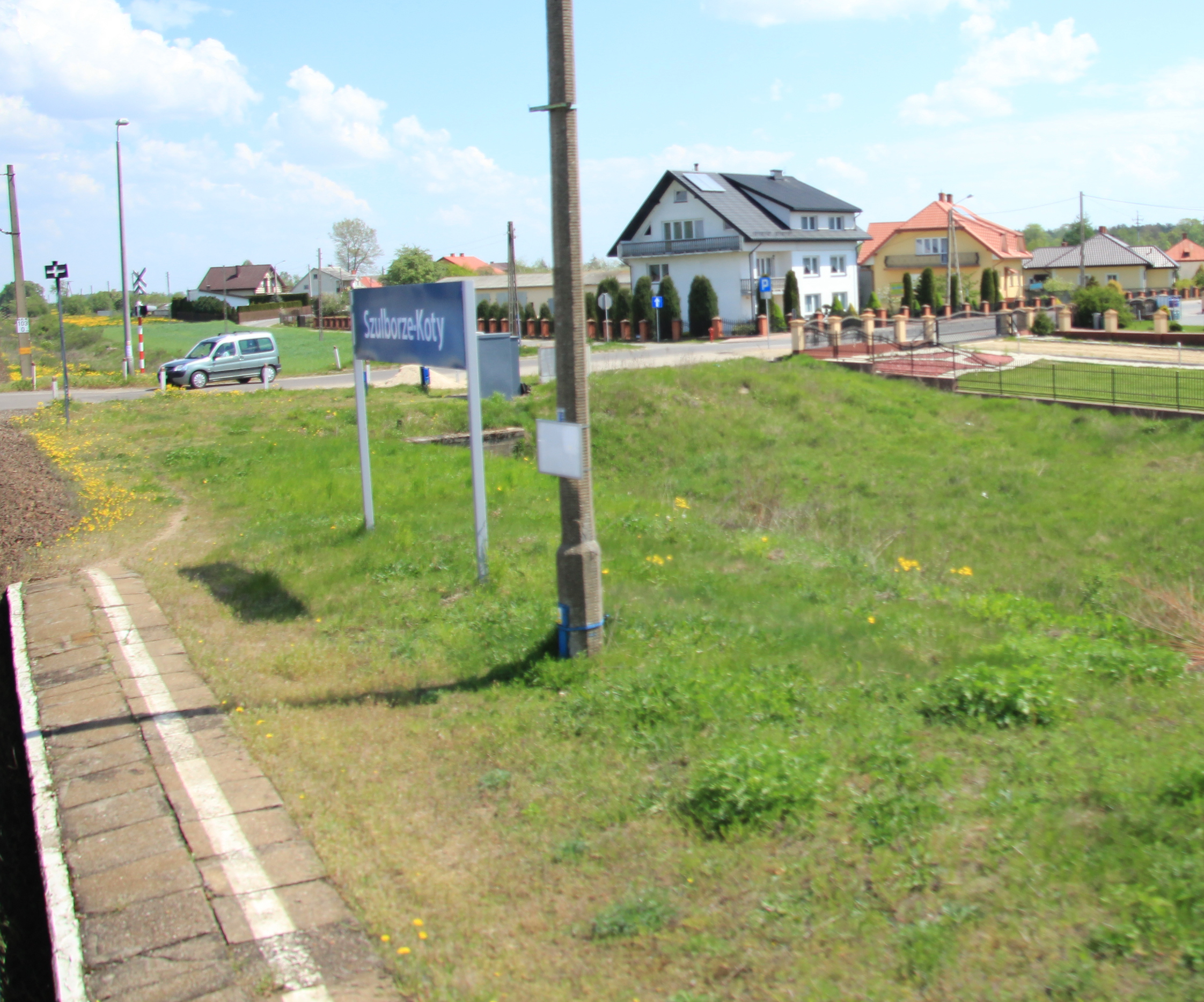
Peron 1 przed modernizacją (2016)

## Ruch pasażerski[6]
| Rok  | Wymiana pasażerska na dobę |
| ---- | -------------------------- |
| 2017 | –                          |
| 2018 | –                          |
| 2019 | –                          |
| 2020 | 0-9                        |
| 2021 | 150-199                    |
| 2022 | 200-299                    |
| 2023 | 50-99                      |

## Połączenia
13 grudnia 2020 r. Koleje Mazowieckie włączyły do siatki swych połączeń odcinek Małkinia – Szulborze Wielkie z postojami handlowymi w Zarębach Kościelnych i Kietlance. Każdego dnia uruchamianych jest 7 par pociągów osobowych relacji Szulborze Wielkie – Warszawa Wileńska – Szulborze Wielkie.
Do 2009 roku przystanek obsługiwał pociągi osobowe Przewozów Regionalnych (od 2020 r. Polregio) relacji Białystok – Małkinia – Białystok. Od 23 lutego 2009 przystanek pozostawał nieobsługiwany gdyż pociągi osobowe jadące z Białegostoku skrócono do leżącej na terenie województwa podlaskiego stacji Szepietowo. Był to efekt przerzucenia na samorządy obowiązku finansowania pociągów regionalnych oraz realizacji przewozów wprowadzonego 2 miesiące wcześniej, braku porozumienia między marszałkami województw mazowieckiego i podlaskiego w kwestii finansowania połączeń na styku województw, decyzji Podlaskiego Zakładu Przewozów Regionalnych o zaprzestaniu obsługi na terenie województwa mazowieckiego oraz braku zainteresowania ze strony samorządu województwa mazowieckiego obsługą Kolejami Mazowieckimi leżącego na terenie tegoż województwa odcinka Małkinia – Czyżew.

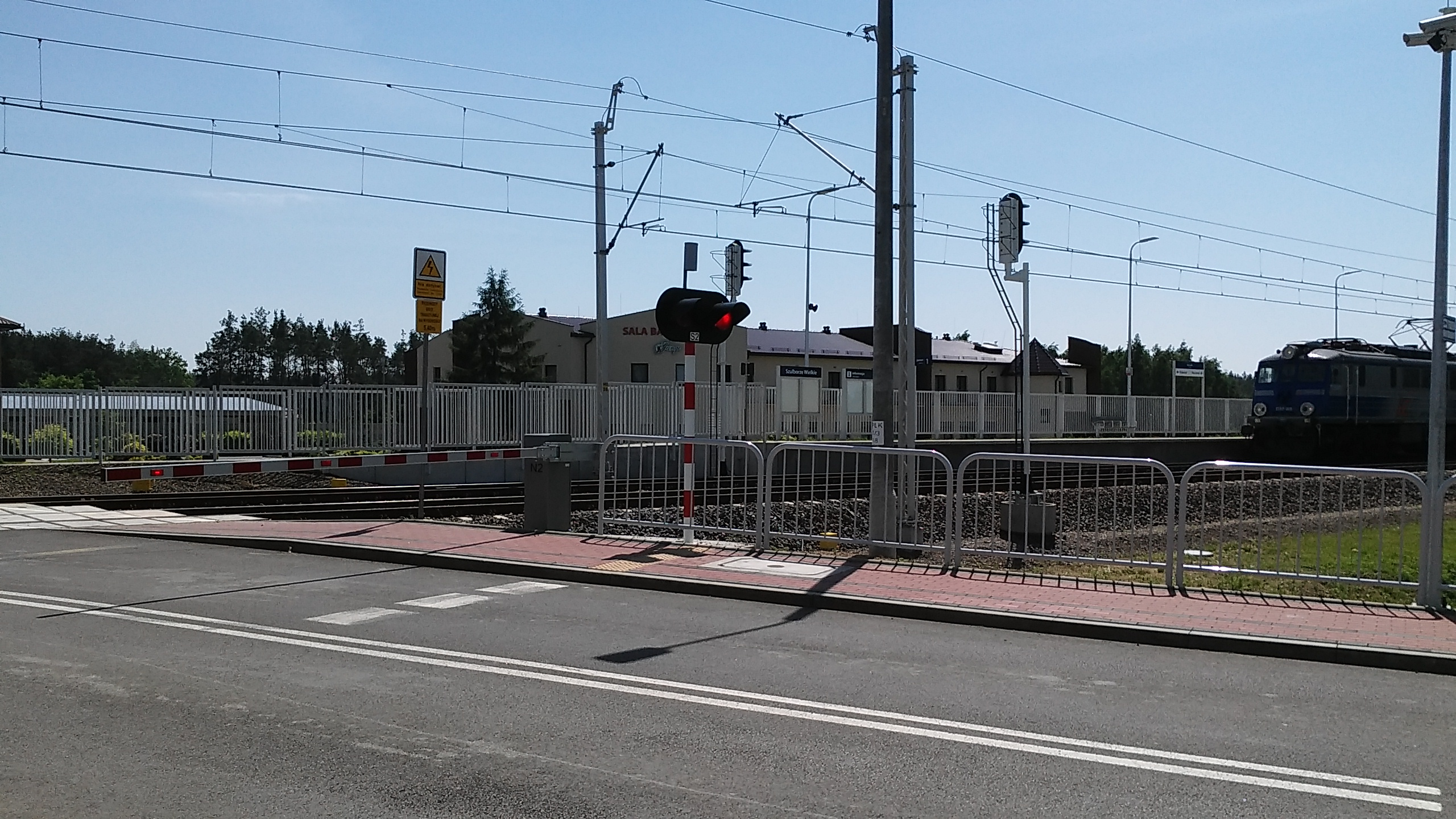
TLK Branicki przejeżdża przez przystanek przy opuszczonych zaporach i wzbudzonej sygnalizacji (2020)

## Modernizacja
13 czerwca 2017 PKP Polskie Linie Kolejowe podpisały umowę na modernizację odcinka linii kolejowej nr 6 Sadowne – Czyżew prowadzonej w ramach projektu Rail Baltica. W sierpniu 2017 r. zamknięto tor nr 1 (w kierunku Białegostoku) i przystąpiono do rozbiórki przylegającego do niego peronu 1 Ruch wówczas odbywał się jednotorowo po torze nr 2 (w kierunku Warszawy). W I kwartale 2019 r. zakończono modernizację toru 1 w związku z czym 10 marca 2019 przełożono nań cały ruch, po czym rozpoczęto rozbiórkę toru 2. Drugi tor na modernizowanym odcinku oddano do użytku 30 grudnia 2019 roku. 

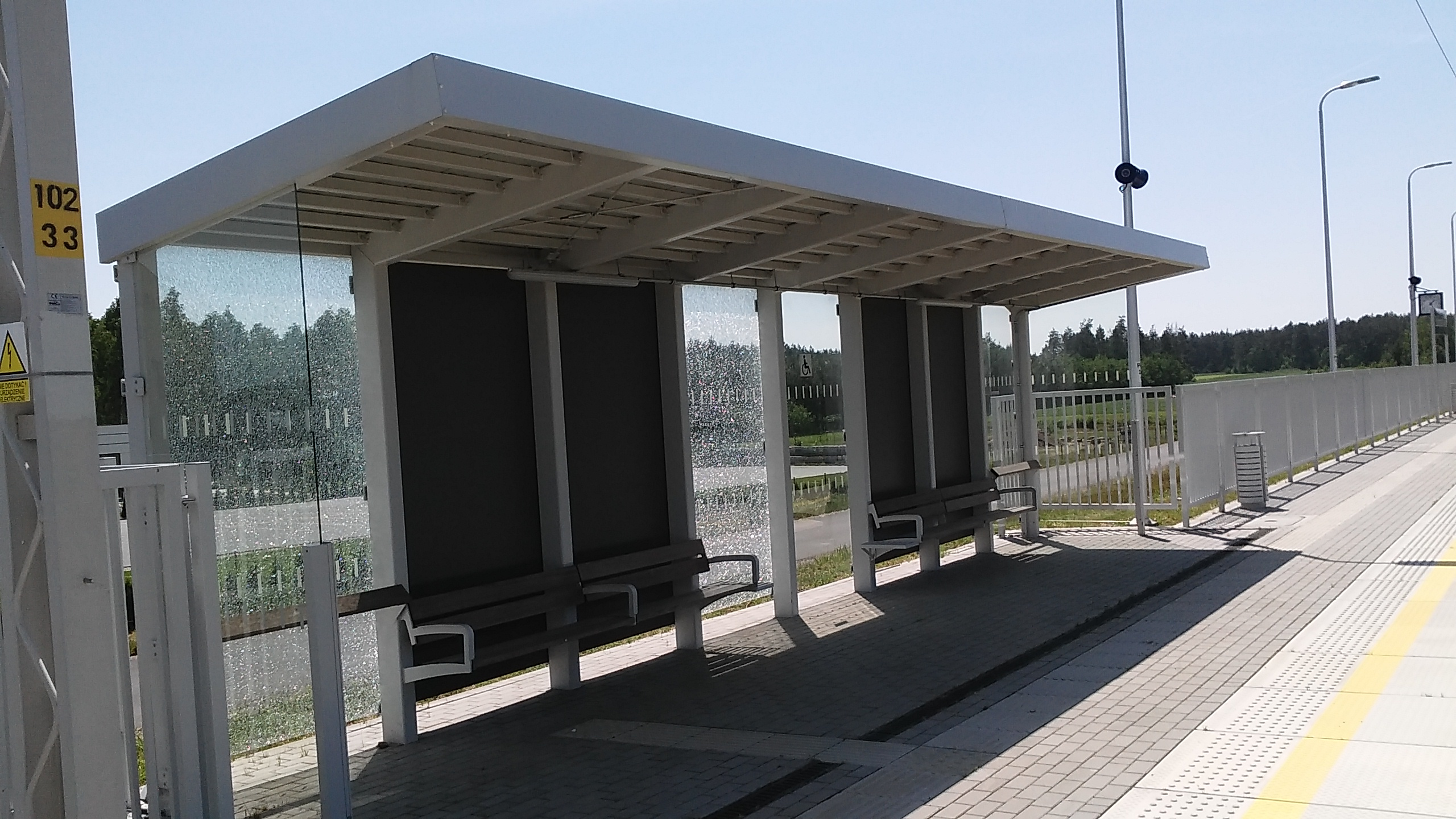
Wiata na zmodernizowanym przystanku (2020)

## Historia
W związku z długotrwałym wyłączeniem z użytkowania punktów eksploatacyjnych między Małkinią a Czyżewem centrala PKP S.A. zaproponowała w 2013 r. fizyczną likwidację peronów Zaręb Kościelnych, Kietlanki i Szulborza-Kotów, jak wówczas ten przystanek się nazywał. Samorząd województwa mazowieckiego negatywnie zaopiniował te plany i jednocześnie wyraził chęć realizacji przewozów na wyżej wymienionym odcinku. Analizy potoków podróżnych oraz analizy finansowe miały się odbyć po zakończonej modernizacji całego odcinka.
Pomimo niepewnej przyszłości połączeń regionalnych nowe perony jednak powstały podczas modernizacji odcinka Sadowne – Czyżew. Apele o przeciwdziałanie wykluczeniu transportowemu i organizację przewozów na terenie województwa mazowieckiego wystosowywali samorządowcy oraz organizacje społeczne. Ze wstępnej analizy przeprowadzonej w 2019 roku przez Koleje Mazowieckie wynikało, iż podróżni w przyszłości będą mogli liczyć na 6 par pociągów regionalnych dziennie między Małkinią a Czyżewem. Ostatecznie w 2020 r. uruchomiono pociągi regionalne na trasie jedynie do Szulborza Wielkiego skróconej z uwagi na rozpoczętą w tymże roku przebudowę stacji Czyżew.

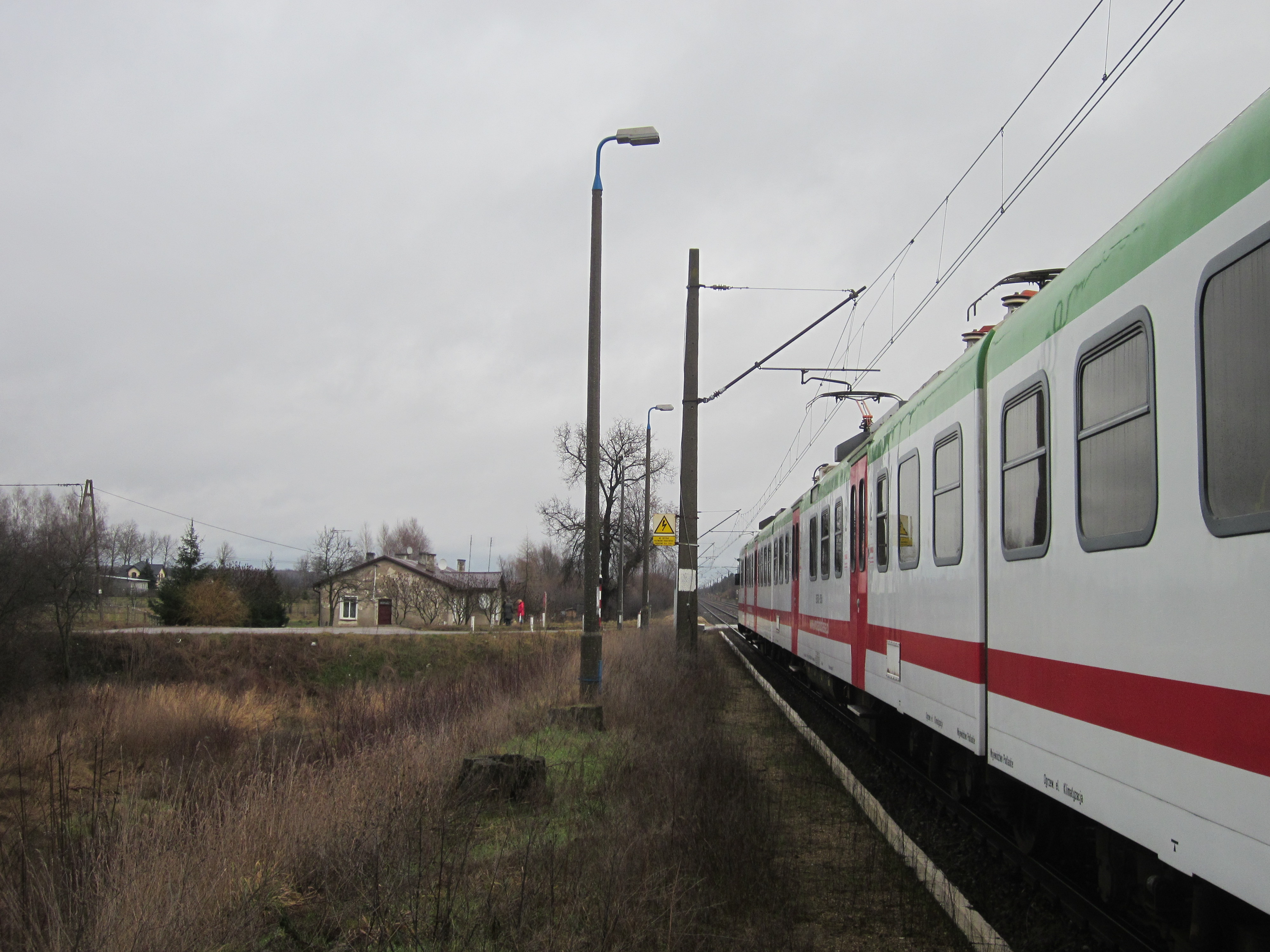
Peron 2, w kierunku Warszawy, przed modernizacją (2014)